# Производство какао в Никарагуа
Производство какао — одна из отраслей сельского хозяйства Никарагуа.

## История
Созданием садов из деревьев Teobroma cacao на территории современной Никарагуа занимались племена индейцев никарао (мигрантов из Центральной Мексики), их хозяйственная деятельность привлекла внимание к этой территории мигрантов из Мезоамерики — пипилей, которые в основном проживали на территории Сальвадора, но поселились и на севере Никарагуа.
В результате, в Никарагуа получил распространение пенистый напиток с цитрусовым привкусом из мякоти дерева паташте (Teobroma bicolor) и молотой поджаренной кукурузы, называемый «пинолильо» (который в остальной Мезоамерике встречается весьма редко). Делали здесь и холодный напиток «тисте» из молотой кукурузы и какао. В целом, никарагуанские индейцы потребляли напиток как из семян, так и из мякоти Teobroma cacao. Также они ели мякоть и семена сырыми.
В 1522 году началось завоевание этой территории конкистадорами, в 1523 году они были включены в состав испанских колоний.
В 1535 году официальный хронист Индий по имени Фернандес де Овьедо-и-Вальдес по итогам своего посещения Большой Никои в период между 1527 и 1529 гг. опубликовал труд «Historia general y natural de las Indias, islas y tierra-firme del mar oceano», в котором сообщил о культивировании в Никарагуа какао, описал, как были устроены сады и кто был их владельцем (именно в этом источнике содержится утверждение, что выращиванием какао в это время занимались индейцы никарао).
Уже в XVI веке здесь сложилось крупное феодальное землевладение испанских помещиков и креолов, получили широкое распространение энкомьенда (позднее — пеонаж и другие формы феодальной эксплуатации). Главной отраслью экономики стало сельское хозяйство, при этом наибольшее распространение получили культуры кофе, какао, кукурузы, бананов и ананасов. Для работы на плантациях ввозили негров-рабов из Африки.
Ещё в колониальный период вокруг города Гранада сформировалось плантационное производство какао, индиго и сахарного тростника с использованием труда индейцев.
К началу XIX века здесь сложилась многоукладная система экономики, основой которой стали скотоводство и производство кофе.
В начале 1890х годов основой экономики страны оставалось сельское хозяйство. Прежде распространённая культура индиго была почти заброшена, основная масса населения занималась земледелием. Главной пищевой культурой как для потомков европейских колонистов, так и для обитавших на территории Никарагуа индейских племён являлась кукуруза, также имелось много плантаций (по большей части мелких) сахарного тростника, кофе и какао. Из плодовых деревьев выращивали бананы, гуайяву, лимоны и ананасы. Использовались в пищу также зёрна шоколадного дерева (Herranea purpurea), которые «давали шоколад более нежного вкуса, чем зёрна какао».
В период с 1912 до 1925 года и с 1926 по 1933 год Никарагуа была оккупирована войсками США. В конце 1930-х годов Никарагуа была отсталой аграрной страной (фактически колонией США), основой экономики которой являлось выращивание кофе и бананов. Для внутреннего потребления выращивали маис, бобы, пшеницу и рис (однако продовольствия не хватало и его приходилось импортировать из США).
В первой половине 1960-х годов основными товарными культурами являлись кофе, хлопок и сахарный тростник, меньшее значение имели рис, кунжут, табак, какао и бананы.
По состоянию на начало 1970-х годов, Никарагуа оставалась экономически отсталой аграрной страной, специализировавшейся в основном на производстве экспортных сельскохозяйственных культур (кофе и хлопок) со слаборазвитой промышленностью. Основными продовольственными культурами по-прежнему оставались кукуруза, фасоль и рис. Товарное значение имели также кунжут, какао, бананы, табак, сахарный тростник.
После победы Сандинистской революции 19 июня 1979 года правительство страны приняло закон № 3 о национализации собственности семейства Сомоса, и к 16 октября 1979 года все принадлежавшие семейству Сомоса плантации были национализированы, часть земель была сразу же передана крестьянам, тем самым снизив «земельный голод» в стране. В том же 1979 году был создан институт аграрной реформы (INRA) и началась подготовка к проведению аграрной реформы.
В июле 1981 года был принят закон о проведении аграрной реформы (декрет № 782 от 19 июля 1981 года), о экспроприации плохо используемых или пустующих земельных участков площадью свыше 350 га на Тихоокеанском побережье и свыше 1000 га — в иных районах страны. В сентябре 1981 года был принят закон о сельскохозяйственных кооперативах.
В дальнейшем, в условиях организованной США экономической блокады и начавшихся боевых действий против «контрас» положение в экономике осложнилось. С целью обеспечения независимости Никарагуа от импорта продовольствия при помощи СССР, Кубы и других социалистических стран в 1980-е годы началась диверсификация сельского хозяйства. В 1984 году началось выполнение следующего этапа аграрной реформы, в соответствии с которым на территории страны предполагалось создать шесть крупных агропромышленных комплексов (комплекс по выращиванию основных зерновых культур, комплекс по производству сахара, комплекс по производству табака, комплекс по производству какао, молочный комплекс, а также комплекс по выращиванию африканской пальмы), однако и в 1980-е годы основными продовольственными культурами оставались кукуруза, фасоль и сорго.
17 апреля 1984 года около трёхсот "контрас" атаковали селение Sumubila в департаменте Селая, в результате были уничтожены опытная станция по выращиванию какао, склад для хранения зерновых культур и больница; убиты четверо, ранены 15 и похищены 35 человек.
25 февраля 1990 года президентом страны стала Виолета Барриос де Чаморро, при поддержке США начавшая политику неолиберальных реформ, в результате которых в стране начался экономический кризис, сопровождавшийся деиндустриализацией (уже к 1994 году доля сельского хозяйства увеличилась до 32,8% ВВП, промышленности - сократилась до 17,3% ВВП). К началу 2000-х годов ситуация в экономике стабилизировалась. Никарагуа вновь превратилась в аграрную страну, основой экономики которой стало сельское хозяйство.
В 2010 году основой экономики страны оставалось растениеводство, в значительной степени ориентированное на производство экспортных культур (кофе и сахарного тростника, а также арахиса, кунжута, табака и бананов). Основными продовольственными культурами по-прежнему являлись кукуруза, рис, фасоль и сорго.
В конце 2011 года для уменьшения зависимости от рыночных цен на какао немецкая компания «Alfred Ritter GmbH & Co. KG» купила в Никарагуа плантацию «El Cacao», на которой были высажены деревья какао. В 2017 году на плантации был собран первый урожай. Плантация «El Cacao» в Никарагуа насчитывает 1 млн деревьев, на ней работают 350 рабочих и сотрудников. Из никарагуанского какао выпускается плитка «Cacao y Nada».
9 марта 2016 года в Никарагуа прошёл Международный конгресс какао, на котором выступил заместитель генерального директора никарагуанского Института сельскохозяйственной техники Мигель Овандо. Он сообщил, что в это время в стране насчитывалось около 12 600 гектаров площадей, на которых выращивали какао, 57 % урожая экспортировалось, что позволяло получать доходы в размере около 5 млн. долларов в год. Он также заявил, что в правительстве существует политическое решение увеличить производство этой культуры.
Товарооборот России и Никарагуа товаров из группы «какао» за период с начала 2013 до конца 2018 года составил 62,7 тысяч долларов США, 100 % товарооборота составили какао-бобы (общим весом 14.4 тонн).

## Современное состояние
Какао входит в некоторые блюда никарагуанской кухни.